# Phare de Gorleston
Le phare de Gorleston est un phare situé sur le front de mer de la ville de Gorleston, dans le comté du Norfolk en Angleterre.
Ce phare était géré par l'autorité portuaire de Yarmouth. Il est maintenant protégé en tant que monument classé du Royaume-Uni de Grade II.

## Histoire
Le phare est situé près de l'embouchure de la rivière Yare et a été construit en 1878. C'est une haute tour ronde en brique non peinte de 21 m de haut, avec galerie et lanterne.
Le phare de Gorleston portait deux lumières. Le feu arrière de la zone d'entrée du port émettait une lumière blanche durant 4 secondes avec 2 secondes de repos et se trouvait dans la lanterne. Un feu rouge fixe était émis de la galerie. Le phare a été mis hors service en 2007.
Identifiant : ARLHS : ENG-303 - Amirauté : A2306.1 - NGA : 1636 .

### Lien connexe
- Liste des phares en Angleterre